# György Györfi-Deák

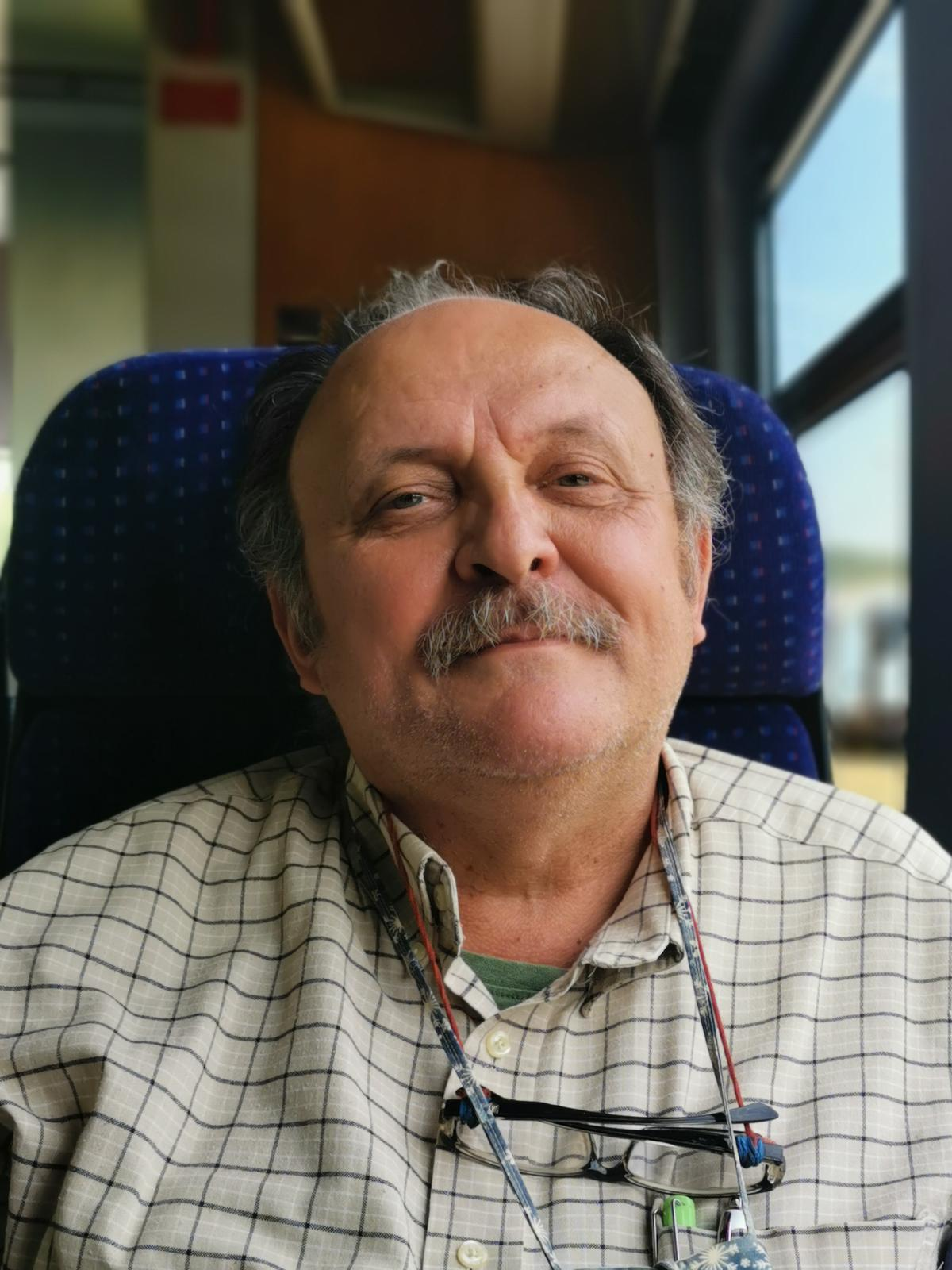
Fotografie din 2023

György Györfi-Deák, în maghiară Györfi-Deák György, (n. 17 aprilie 1964, Timișoara) este un prozator SF, eseist și traducător maghiar din România. Este, de asemenea, un grafician, realizator de ilustrații și coperte și artist origami.

## Biografie
György Györfi-Deák s-a născut la data de 17 aprilie 1964 în municipiul Timișoara. A absolvit cursurile Facultății de Fizică a Universității din Timișoara în 1988. Doi ani, a lucrat ca profesor de fizică în satul Drighiu, comuna Halmășd, județul Sălaj, de unde s-a transferat la Biblioteca Județeană "Ioniță Scipione Bădescu" din Zalău. În prezent, este bibliotecar la Biblioteca Orășenească Jibou. Între anii 1998-1999 a fost inspector de specialitate la Inspectoratul pentru Cultură Sălaj.
Este căsătorit cu poeta Simone Györfi și au doi copii: Géza György (1995) și Gergely (1997).
Semnează și cu pseudonimul Franciscus Georgius.

## Activitate
Debut în revista școlară "Aurul negru" (Liceul Industrial Petrol Pitești, 1981). În studenție, a fost redactor la revista "Forum studențesc" (1985-1988) și președinte al cenaclului de literatură science-fiction "H. G. Wells" din Timișoara. Redactor la ziarul "Tineretul" (1990-1991), apoi la revistele culturale "Limes" (1998-2001) și "Caiete Silvane" (2005-2012) din Zalău.
În perioada 1995-2004 a tehnoredactat "Fițuica", foaia elevilor de la Școala generală nr.1 din Jibou (azi Liceul tehnologic "Octavian Goga") și a editat suplimentele literare trimestriale ale Bibliotecii Orășenești Jibou, "Bilet de voie" și "Bilețel de voie" (1996-1999, transformat ulterior în sit).
În anii școlari 2011-2012 și 2012-2013 a moderat activitățile Cercului literar al cadrelor didactice de la Casa Corpului Didactic din Zalău.
Este prezent în mai multe antologii de SF. Povestirea sa „Părul auriu” a apărut în Întoarcere pe Planeta Albastră: avertisment ecologic (1989). Povestirea „Preț de o clipă, nemuritori...” a apărut în antologia La orizont, această constelație... (1990).
Împreună cu Robert Lazu (coordonator) și Mihaela Cernăuți-Gorodețchi, este co-autor al primei lucrări românești de referință dedicate Pământului de Mijloc, Enciclopedia lumii lui J.R.R. Tolkien (Ed. Galaxia Gutenberg, 2007). Volumul de eseuri „Tolkien cel veșnic verde” a fost distins cu Premiul Colin 2014 pentru non-ficțiune.
A publicat proză, traduceri și cronici de carte în mai multe periodice, tipărite sau on-line: Antarg (Pitești), Amfiteatru (București), ArtZone SF (Brăila), ASTRA Dejeană (Dej), Átjáró (Budapesta), Autograf MJM (Craiova), Biblioteca (București), Caiete Silvane (Zalău), CPSF Anticipația (București), Fantastica Magazin (Craiova), Fantasya (Brăila), Forum Studențesc (Timișoara), Galaxia 42 (Timișoara), Helion (Timișoara), Hepehupa (Zalău), Limes (Zalău), Jurnalul SF (București, Newsletter SF (București), Literra (Timișoara), Paradox (Timișoara), Pasager (Craiova), Prăvălia culturală  (Craiova), Pro-Scris (Ploiești)), Sigma (Piatra Neamț), Silvania (Zalău), Școala Noastră (Zalău), Telegraf (Piatra Neamț). De asemenea, este o prezență activă la diferite expoziții de grafică, pictură, colaj, origami etc.

## Selecțiuni literare și artistice

### Volume proprii (tipărite)
- Enciclopedia lumii lui J. R. R. Tolkien (coordonator Robert Lazu), Editura Galaxia Gutenberg, 2007 (co-autor)
- Curiozități sălăjene (publicistică), Editura Caiete Silvane, Zalău, 2010.
- Techergheli sălăjene (publicistică), Editura Caiete Silvane, Zalău, 2013.
- Trilogia franciscană (eseuri), Editura Caiete Silvane, Zalău, 2014.
- Însemnări sălăjene (caiet de lectură), Editura Caiete Silvane, Zalău, 2015.
- Istorii și isterii literare (eseuri), Editura Cristian PlusArt, Malu Mare, 2021. Premiul pentru cel mai bun volum non-fiction RomConSF 2022.
- Estetica imaginarului (eseuri), Editura Cristian PlusArt, Malu Mare, 2022. Premiul pentru cel mai bun volum non-fiction RomConSF 2023.
- Dârzarta bârză (proză scurtă), Editura Cristian PlusArt, Malu Mare, 2023. Nominalizare la secțiunea Volum de povestiri, RomConSF 2024.

### Volume traduse
- Camelia Burghele - Șapte zile în Țara Silvaniei/ Hét nap a Szilágyságban/ Seven days in the Land of Sylvania (în colaborare cu Simone Györfi), Editura Caiete Silvane, Zalău, 2011. Ediția a II-a, 2015.
- Haugh Béla - Isprăvile eroice ale Viteazului Háry János, ediție în format electronic, Jibou, 2015; ediția a doua, tipărită, Editura Caiete Silvane, Zalău, 2018.
- Wesselényi Miklós-fiul, Jurnal de călătorie (1821-1855): fragmente, ediție omagială, bogat ilustrată, în format electronic, Jibou, 2025.

### Colaborări cu artiști BD
- Sandu Florea, Două paloșe, Carusel nr.2 (scenarist)
- Rusz Lívia, Doi ani de vacanță, Editura StudIS, Iași, 2010 (traducător)
- Dodo Niță și Kiss Ferenc, Livia Rusz, o monografie, Editura MJM, Craiova, 2009.
- Dodo Niță, Sandu Florea, o monografie, Editura LVS Crepuscul, Ploiești, 2012.
- Rusz Lívia, Miskati intervine, Editura pionier press, Stockholm, 2013 (traducător)
- Rusz Lívia, Peripețiile extraterestrului Kalamaika, revista Fabulafia, București, 2019 și urm.[5] (traducător)

### Cărți on-line
- Istorii și isterii literare, Jibou, ediția I, 6 august 2004.
- Lampa de veghe ediția I, Jibou, 14 februarie 2005; ediția a doua, Jibou, 8 august 2014.
- Curiozități sălăjene Arhivat în 6 februarie 2012, la Wayback Machine., ediția I, Jibou, 16 aprilie 2005 (22 articole); ediția a II-a, Jibou, 16 aprilie 2010 (39 articole + foto).
- Techergheli sălăjene.
- Pre-Supunere (Trilogia franciscană 1).
- Tolkien cel veșnic verde (Trilogia franciscană 2) - Premiul Colin 2014 pentru non-ficțiune.
- Acumulatorul gelos și alte scrieri (Trilogia franciscană 3) - nominalizare la secțiunea eseu, RomConSF 2015.
- Însemnări sălăjene ediția I, Jibou, 4 octombrie 2014.
- Haugh Béla, Isprăvile eroice ale Viteazului Háry János Arhivat în 6 octombrie 2015, la Wayback Machine..
- Marea și eterna dragoste: științificțiuni și alte voioșii Arhivat în 8 decembrie 2015, la Wayback Machine., ediția I, Jibou, 30 noiembrie 2015.
- Fizica hârtiei, ediția I, Jibou, 24 aprilie 2017.

### Bloguri
- Oscilații și unde (blog de fizică)
- 101 de priveliști ale Muntelui lui Rákóczi (blog de fotografii)

### Gyurigami
- Figurine origami împăturite din bancnote